# Epirhyssa osaensis
Epirhyssa osaensis là một loài tò vò trong họ Ichneumonidae.